# William Nieto
William Nieto Clavijo (Bucaramanga, 6 ottobre 1958) è un ex cestista colombiano.

## Carriera
Con la Colombia ha disputato i Campionati mondiali del 1982.